# ناستاسيا إيفانكوفا
ناستاسيا أولادزيميروفنا إيفانكوفا (البيلاروسية: Настасся Уладигазиравна Иванкова ، آسينكا: Nastassia Uładzimiraŭna Ivankova ، من مواليد 22 نوفمبر 1991) هي لاعبة جمباز إيقاعي بيلاروسية حصلت على ميدالية أولمبية مرتين في مسابقة المجموعة الشاملة.

## روابط خارجية
- Anastasiya Ivankova في الاتحاد الدولي للجمباز

- Anastasia Ivankova  على موقع اللجنة الأولمبية الدولية